# Callischyrus
Callischyrus é um género de coleópteros da família Erotylidae.